# Флойд (окръг, Тексас)
Окръг Флойд (на английски: Floyd County) е окръг в щата Тексас, Съединени американски щати. Площта му е 2572 km², а населението – 7771 души (2000). Административен център е град Флойдада.